# Sphenomorphus forbesi
Sphenomorphus forbesi är en ödleart som beskrevs av  George Albert Boulenger 1888. Sphenomorphus forbesi ingår i släktet Sphenomorphus och familjen skinkar. Inga underarter finns listade i Catalogue of Life.